# Bolat Raimbekov
Bolat Raimbekov (25 de desembre de 1986) és un antic ciclista i actual director esportiu kazakh. Professional des del 2008 al 2010, actualment és director esportiu de l'equip Astana City.